# Doug Everett
Douglas Newton Everett, detto Doug (Cambridge, 3 aprile 1905 – Concord, 14 settembre 1996), è stato un hockeista su ghiaccio statunitense.

## Palmarès

### Olimpiadi invernali
- Argento a Lake Placid 1932 nell'hockey su ghiaccio.